# Bronisław Ziemiński

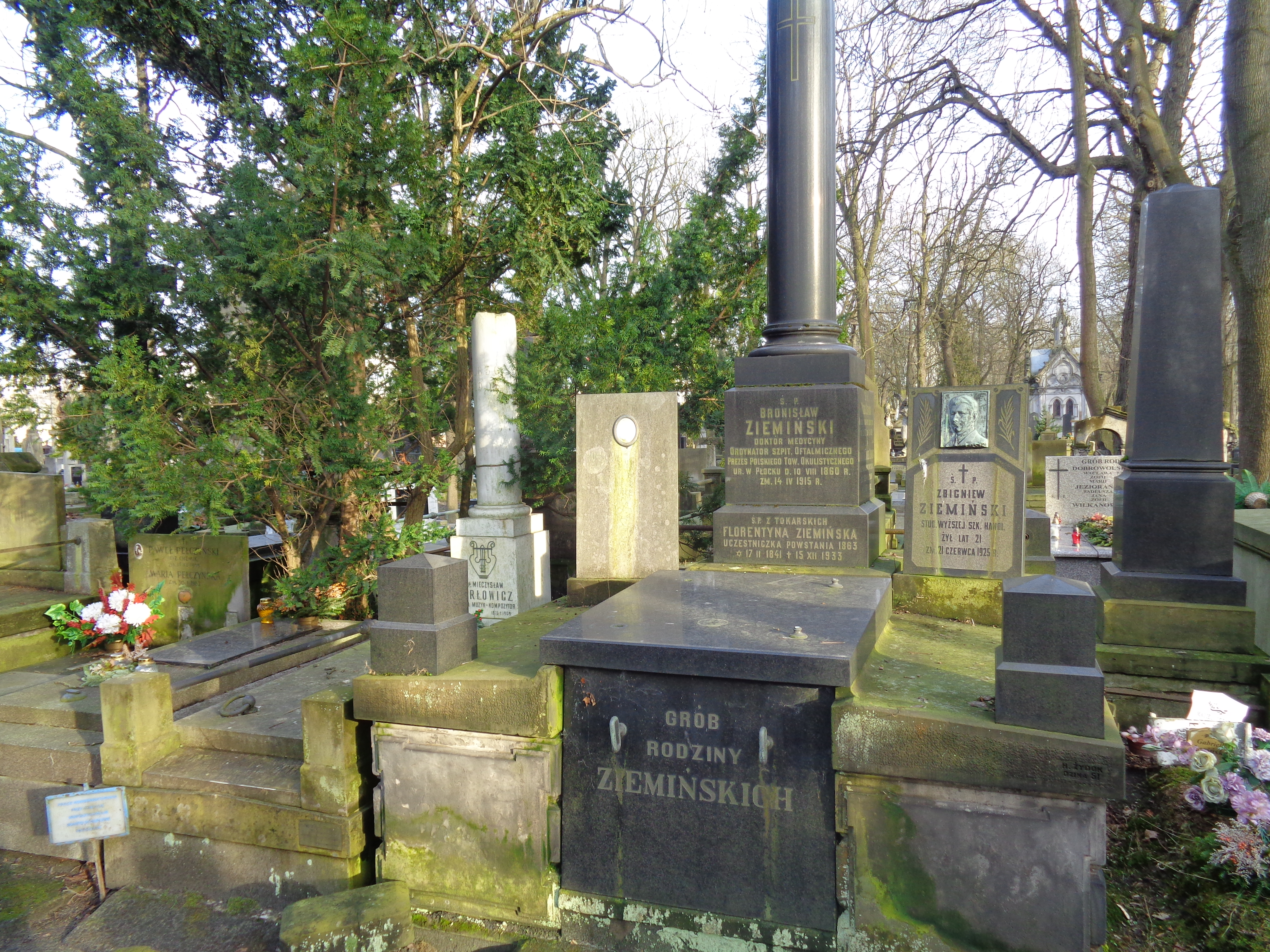
Grób Bronisława Ziemińskiego na cmentarzu Powązkowskim

Bronisław Ziemiński (ur. 10 sierpnia 1860 w Płocku, zm. 14 kwietnia 1915 w Warszawie) – polski lekarz okulista.
Urodził się 10 sierpnia 1860 w Płocku. Był synem Leonarda i Florentyny z domu Tokarskiej (1841–1933). W 1878 ukończył gimnazjum w Warszawie. Kształcił się na Uniwersytecie Dorpackim. Na przełomie 1884/1885 pracował jako wolontariusz, następnie praktykant w klinice prof. Eduarda Raehlmanna, gdzie w grudniu 1884 uzyskał stopień doktora. W 1885 i 1886 był zatrudniony w klinice dr. Ksawerego Gałęzowskiego w Paryżu, po czym finalizował studia okulistyczne w Anglii. W 1888 zamieszkał w Warszawie i działał jako lekarz okulista w Szpitalu na Pradze oraz w Szpitalu Dzieciątka Jezus. Od 1893 był etatowym ordynatorem Zakładu Oftalmicznego im. Edwarda ks. Lubomirskiego. Był jednym z trzech inicjatorów powstania w 1908 Warszawskiego Towarzystwa Okulistycznego. W tym roku został wybrany prezesem założonego wówczas Polskiego Towarzystwa Okulistycznego dla Królestwa Polskiego.
Był autorem 37 prac naukowych wydanych w czasopismach. Opublikował pracę pt. Zarys okulistyki z 1909.
Zmarł 14 kwietnia 1915 w Warszawie. Został pochowany w grobowcu rodzinnym na cmentarzu Powązkowskim w Warszawie (kwatera 33-4-25/26).